# دوربین قطع کوچک
این قطع از دوربین‌های عکاسی نسبت به دو قطع دیگر (دوربین قطع متوسط و دوربین قطع بزرگ) ابعاد و اندازه بدنه کوچکتری دارد. و از لحاظ اندازه فیلم منفی (نگاتیو) یا سایز حسگر (سنسور) نیز نسیت به دو قطع دیگر کوچکتر است. اندازه فیلم منفی (نگاتیو) یا سایز حسگر (سنسور) تمام کادر (Full Frame) آن ۲۴*۳۶ میلی‌متر است.
دوربین قطع کوچک (معروف یه ۳۵ میلیمتری) در دو نوع منظره یاب و انعکاسی (SLR) می‌باشد.[۱] این دوربین‌ها دارای لنزهای با فاصله کانونی کوچکتر در نتیجه سبکتر است. و عکاسی روی دست را امکان‌پذیرتر می‌کند. از عمق میدان بیشتری برخوردار است.[۲]

## مزایای دوربین قطع کوچک
این دور بین‌ها از تنوع لنز بسیاری برخوردار است. لنز با فاصله کانونی متغیر در این قطع از دوربین‌ها پیشرفت‌های قابل ملاحظه ای کرده‌است. به‌طوری که  سازندگان لنزهایی ساخته‌اند که از کمترین فاصله کانونی تا فاصله کانونی بزرگ دارد و کیفیت مطلوبی نیز ارئه می‌دهد. در تکنولوژی ساخت این دوربین‌ها پیشرفت‌های صورت گرفته که باعث افزایش امکانات مورد نیاز عکاس در این دوربین‌ها شده واین باعث راحتی و بالا رفتن کارایی آن شده‌است. از دیگر مزایای این دوربین‌ها قیمت پایین آن نسبت به دوربین‌های قطع متوسط است.    